# Krishan Thakoer
Vidjaiprekash Krishan Thakoer (17 september 1967) is een Surinaams politicus. Hij is sinds 2025 lid van De Nationale Assemblée.

## Biografie
Krishan Thakoer is aannemer en algemeen manager van de Edso Group. Hij was tot 2023 voorzitter van het dagelijks bestuur van het Suriname Business Forum. Sinds eind 2024 is hij lid van de Raad van Commissarissen van Grassalco.
Hij is sinds jonge leeftijd lid van de Vooruitstrevende Hervormings Partij (VHP). Eind jaren 2010, begin jaren 2020 was hij lid van het hoofdbestuur en voorzitter van het ressort De Nieuwe Grond in Wanica. In 2022 werd hij onderscheiden met een eremedaille in goud in de Ereorde van de Gele Ster.
Tijdens de verkiezingen van 2025 deed hij mee op plaats 15 van de VHP-lijst en werd verkozen tot lid van De Nationale Assemblée.